# Cardiochiles albocalcaratus
Cardiochiles albocalcaratus är en stekelart som beskrevs av Günther Enderlein 1906. Cardiochiles albocalcaratus ingår i släktet Cardiochiles och familjen bracksteklar. Inga underarter finns listade.